# Reconocimiento astronómico

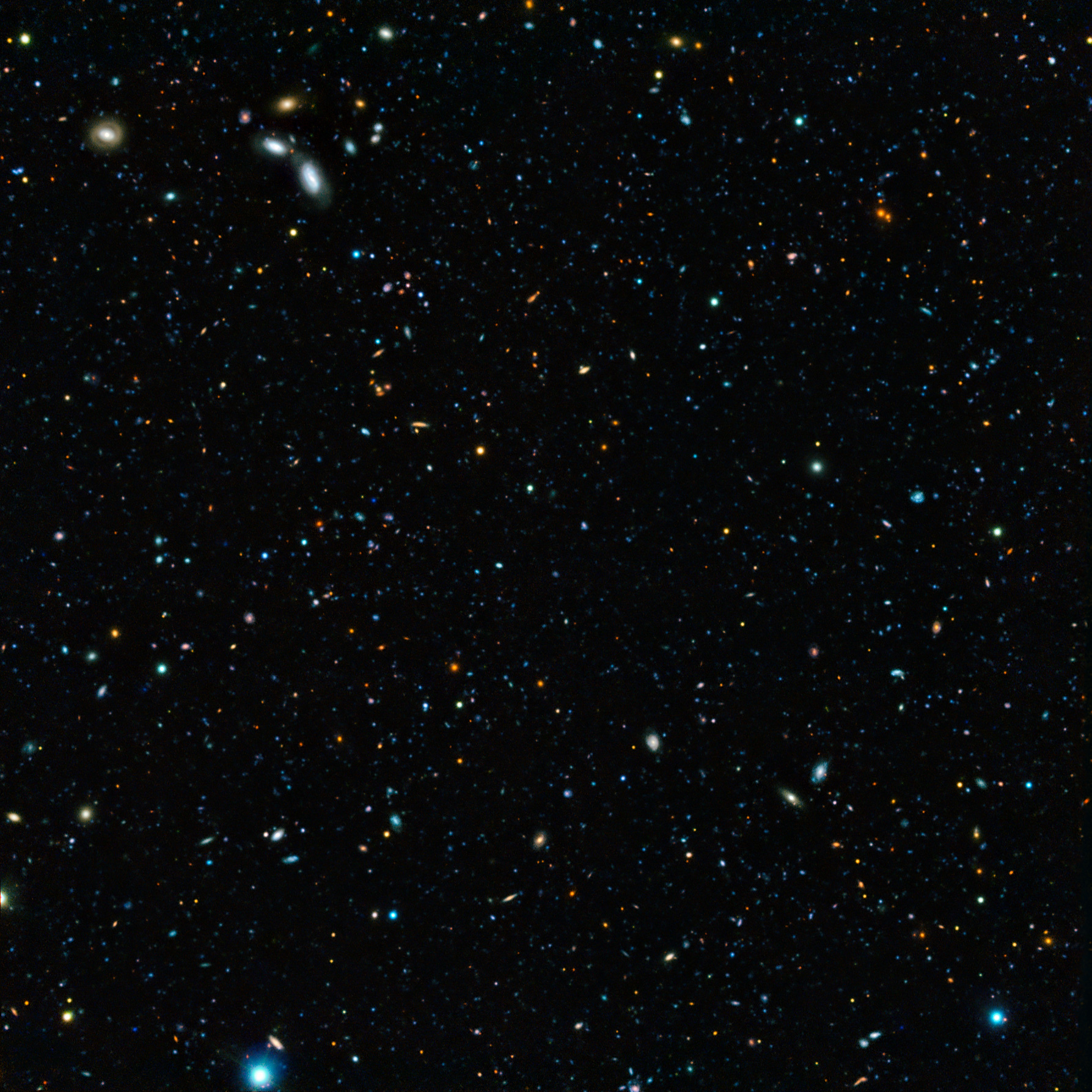
Imagen composite del GOODS-South field, censo astronomique que utiliza el Very Large Telescope Ancho Telescope.

Un reconocimiento astronómico es un sondeo (survey en inglés) de objetos astronómicos realizado con ayuda de telescopios y de satélites. Permite a los astrónomos establecer un catálogo de los objetos celestes, así como efectuar análisis estadísticos sobre estos últimos. Este tipo de enfoque es adecuado para detectar los movimientos de objetos como asteroides y cometas, así como las variantes de luminosidad de estrellas variables.

## Historia
En el pasado, un sondeo se limitaba a una cierta gama de longitud de onda electromagnética (luz visible, ondas radio, infrarrojos, etc.) y era realizado generalmente en el marco de la producción de un catálogo astronómico que implica un tipo particular de objeto (estrellas, galaxias, nebuleusas, etc.). Desde el comienzo de los años 2000, el enfoque multispectral se ha desarrollado y es utilizada particularmente en astronomía extragaláctica y en cosmología observacional.

## Encuestas astronómicas por longitud de onda

### Gamma
- Fermi Gamma-ray Space Telescope, o Gamma-ray Large Area Space Telescope (GLAST), 2008-2018 .[2]

### Luz visible
- Pan-Andromeda Archaeological Survey.[3]
- Nacional Geographic Society – Palomar Observatory Sky Survey (NGS–POSS) - censo del cielo nórdico sobre placas fotográficas, 1948-1958.[4]
- Optical Gravitational Lensing Experiment proyecto polaco que se inició en 1992 y cuyo objetivo era detectar y clasificar las estrellas variables, las microlentilles gravitationnelles, las novae enanas, el estudio de la estructura de nuestra galaxia y de las nubes de Magallanes.
- Digitized Sky Survey - censo óptico de todo el cielo, a partir de placas fotográficas digitalizadas, 1994.[5]
- Sloan Digital Sky Survey - censos ópticos y espectroscópicos, 2000-2006.[6]
- Photopic Sky Survey - censo de 37 440 entradas individuales, 2010-2011, .[7][8]
- INT Photometric H-Alpha Survey (IPHAS) y VPHAS+ extracto astronomique del cielo del hemisferio norte efectuado desde 2003 utilizando el Telescopio Isaac-Newton en los Islas Canarias.
- LAMOST telescopio chino inaugurado en 2009 que efectúa un extracto astronomique de los objetos extra galactiques con el fin de identificar las grandes estructuras del universo.
- Pan-STARRS telescopio consagrado al extracto astronomique que efectúa 4 extractos completos del cielo cuatro vez por mes desde 2010.
- Ancho Synoptic Survey Telescope Telescopio óptico consagrado a los extractos astronomiques en el transcurso de construcción en Chile (inauguración en 2022). El LSST tendría que permitir efectuar todos los tres días un extracto completo del cielo austral en 6 bandas spectrales detectando todos los objetos que tienen una magnitude aparente de 24 y detectando los fenómenos transitorios (variaciones de luminosidad o cambio de posición). Los 10 años de observación programada tendrían que permitir recenser los objetos de magnitud aparente de 27 por superposiciones de las fotos realizadas.

### Infrarrojos
- Infrared Astronomical Satélite censo del conjunto del cielo en las longitudes de onda 12, 25, 60, y 100 μm, 1983
- The 2-micron All-Sky Survey, censo del conjunto del cielo en las bandas J, H y K (1,25, 1,65 y 2,17 μm), 1997-2001
- Akari (Astro-F), censo astronomique japonés del conjunto del cielo en infrarouge mediano y lejano, 2006-2008
- Wide-Field Infrared Survey Explorer, censo que cubre aproximadamente 99 % del cielo en las longitudes de onda 3,3, 4,7, 12 y 23 μm, diciembre de 2009 a julio de 2010.
- SCUBA-2 All Sky Survey levantado astronomique realizado a marchar de 2011 que utiliza la cámara SCUBA-2 instalada sobre el radiotélescope JCMT
- VISTA Serie de extractos efectuados a contar de 2009 desde observatorios al suelo basado en el hemisferio sur

### Microondas
- Wilkinson Microwave Anisotropy Probe (WMAP), censo del rayonnement de fondo cosmologique, 2001-2003.

### Radio
- HIPASS, censo del hydrogène neutre (HI) del hemisferio sur, 1997-2002
- Ohio Sky Survey, censo de aproximadamente 19 000 fuentes a la frecuencia 1415 MHz, 1965-1973.
- NVSS, censo del cielo nórdico ubicado arriba de -40° a la frecuencia 1,4 GHz
- FIRST, censo de fuentes débiles a una longitud de onda de 20 cm[9]

### Multiespectral
- GAMA, censo por el Anglo-Australian Telescope de objetos que tienen un grande décalage hacia el rojo,[10][11]
- GOODS,
- The Cosmic evolución Survey (COSMOS), censos de varios telescopios cuyo telescopio espacial Hubble, el Spitzer Space Telescope, el Observatorio Chandra y el satélite XMM-Newton.

## Encuestas astronómicas por tipo de objeto

### Encuestas de nubes de Magallanes
- The Magellanic Clouds Photometric Survey, censo de las bandas ópticas UBVI de las nubes de Magallanes
- Deep Near Infrared Survey (DENIS), censo cercano infrarouge
- Surveying the Agentes of ha Galaxy's evolución, censo de la gran Nube de Magallanes por el Spitzer Space Telescope